# Lop Buri

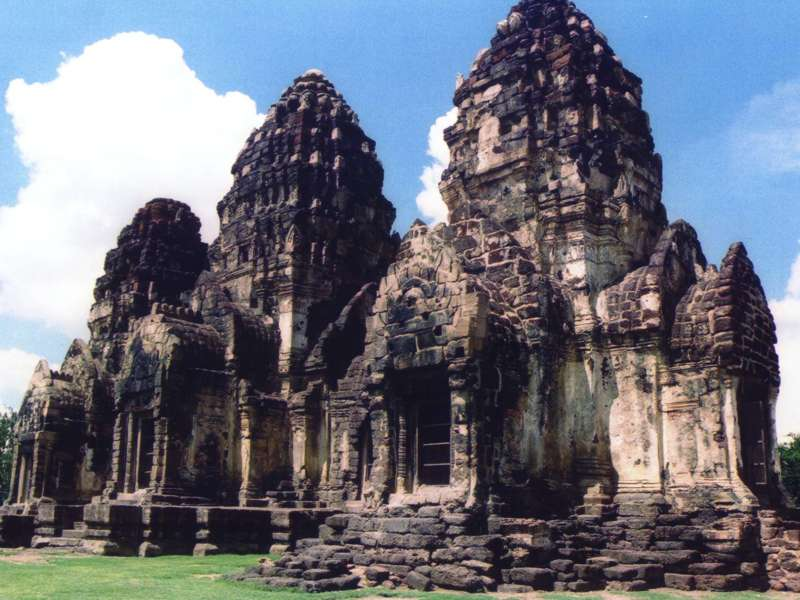
Prang Sam Yot, świątynia w Lopburi

Lopburi (taj: ลพบุรี RTGS Lopburi) – miasto w środkowej Tajlandii, na Nizinie Menamu, ok. 150 km na północ od Bangkoku, ośrodek administracyjny prowincji Lopburi. Zamieszkuje go około 58 tys. mieszkańców.

## Historia
Historia miasta sięga okresu Dvaravati ponad 1000 lat temu. Według podań, zostało założone przez króla Kalavarnadisha (RTGS: Phraya Kalavarnadit"), który przybył z Taksila (Takkasila) w dzisiejszym Pakistanie w 648. Lopburi, znane wtedy jako Lavapura, było wówczas jednym z najważniejszych centrów cywilizacji w basenie rzeki Menam. Miasto zostało włączone w struktury Imperium Khmerskiego w czasie rządów króla Suryavarmana I. Lop Buri wysyłało ambasadorów do Chin w XII wieku. Miasto zostało opisane przez Marco Polo pod nazwą Locach. Po powstaniu Królestwa Ajuthaji w XIV wieku, Lopburi zostało twierdzą kontrolowaną przez jej władców.